# Stănești (Vâlcea)
Stănești è un comune della Romania di 1 442 abitanti, ubicato nel distretto di Vâlcea, nella regione storica dell'Oltenia. 
Il comune è formato dall'unione di 9 villaggi: Bărcănești, Cioponești, Cuculești, Gîrnicetu, Linia Dealului, Stănești, Suiești, Valea Lungă, Vârleni.